# Acalypha zollingeri
Acalypha zollingeri é uma espécie de flor do gênero Acalypha, pertencente à família Euphorbiaceae.